# Radouň (přírodní památka)
Radouň je přírodní památka, vyhlášená v roce 1983. Nachází se u obce Radouň. Důvodem ochrany jsou opukové stráně s výskytem vstavače vojenského (Orchis militaris) a populací dalších na ně vázaných druhů.